# Małocin (województwo kujawsko-pomorskie)
Małocin – wieś w Polsce położona w województwie kujawsko-pomorskim, w powiecie nakielskim, w gminie Nakło nad Notecią.

## Podział administracyjny
W latach 1975–1998 miejscowość administracyjnie należała do województwa bydgoskiego.

## Demografia
Według Narodowego Spisu Powszechnego (III 2011 r.) liczyła 228 mieszkańców. Jest szesnastą co do wielkości miejscowością gminy Nakło nad Notecią.